# Your Favorite Weapon
Your Favorite Weapon es el álbum debut de Brand New. Fue grabado en 2001 en los estudios del productor Mike Sapone y lanzado el 9 de octubre de ese mismo año por Triple Crown Records en formato CD y por Iodine Recordings, que se encargó del formato en LP.

## Descripción general
Este primer trabajo de la banda de Long Island tiene un sonido punk pop y la temática de las letras son las propias de una banda adolescente que acaban de salir del instituto y que apenas superan la veintena. Relaciones frustradas, amores no correspondidos y demás experiencias adolescentes. Del álbum se extrajo un sencillo, "Jude Law and a Semester Abroad", que rápidamente entró con cierto éxito en los canales de música alternativa MTV2 y Fuse.
Uno de los puntos más calientes de Your Favorite Weapon es la canción "Seventy Times 7", cuyo título (Setenta veces siete) proviene de la Biblia, en concreto del evangelio de San Mateo, Mt 18, 21-35 en el que dice: «Se acercó Pedro y le preguntó a Jesús: "Señor, ¿cuántas veces tendré que perdonar a mi hermano las ofensas que me haga? ¿Hasta siete veces?". ¿Por qué poner límites?, la caridad, el amor no tiene límites. Siete es un número indefinido. Jesús le respondió: "No te digo hasta siete veces, sino hasta setenta veces siete». El fondo de la canción está dedicado al incidente que Jesse Lacey tuvo con John Nolan, guitarrista, vocalista y uno de los líderes de Taking Back Sunday junto a Adam Lazzara y que provocó la salida de Lacey de esta banda. Al parecer, Nolan, compañero de Lacey en Taking Back Sunday y en el instituto, se habría acostado con la novia de Lacey en aquel momento y ambos tuvieron problemas personales entre ellos, lo que provocó que ambos no se dirijieran la palabra en dos años. En respuesta a esta canción, TBS compuso "There Is No 'I' in Team", que se incluye en el álbum debut Tell All Your Friends. Afortunadamente ambos se reconciliaron e incluso llegaron a cantar a dueto en algunos conciertos estas polémicas canciones.
En agosto de 2002, el sello independiente de Boston, Massachusetts, Iodine Recordings lanza el álbum en formato vinilo e incluye un tema extra, "...My Nine Rides Shotgun", que aparece también en la edición japonesa del disco.
Your Favorite Weapon tardó en llegar a los diversos puntos del mundo. Incluso en el siempre influyente Reino Unido en la música, vio como el álbum no llegó hasta dos años después de su lanzamiento. Eat Sleep Records lo lanzó el 17 de marzo de 2003 y en Australia se lanzó el 9 de febrero de 2004 mediante Below Par Records, cuando ya estaba Deja Entendu, segundo álbum, en las calles.

## Listado de canciones

### Edición original
1. "The Shower Scene" – 2:24
2. "Jude Law and a Semester Abroad" – 3:40
3. "Sudden Death in Carolina" – 3:01
4. "Mix Tape" – 3:57
5. "Failure by Design" – 3:15
6. "Last Chance to Lose Your Keys" – 3:25
7. "Logan to Government Center" – 3:02
8. "The No Seatbelt Song" – 4:29
9. "Seventy Times 7" – 3:32
10. "Secondary" – 3:01
11. "Magazines" – 2:50
12. "Soco Amaretto Lime" – 4:46

### Edición en vinilo
1. "The Shower Scene" – 2:24
2. "Jude Law and a Semester Abroad" – 3:40
3. "Sudden Death in Carolina" – 3:01
4. "Mix Tape" – 3:57
5. "Failure by Design" – 3:15
6. "Last Chance to Lose Your Keys" – 3:25
7. "Logan to Government Center" – 3:02
8. "The No Seatbelt Song" – 4:29
9. "Seventy Times 7" – 3:32
10. "Secondary" – 3:01
11. "Magazines" – 2:50
12. "...My Nine Rides Shotgun" – 3:16
13. "Soco Amaretto Lime" – 4:46

### Edición japonesa
1. "The Shower Scene" – 2:24
2. "Jude Law and a Semester Abroad" – 3:40
3. "Sudden Death in Carolina" – 3:01
4. "Mix Tape" – 3:57
5. "Failure by Design" – 3:15
6. "Last Chance to Lose Your Keys" – 3:25
7. "Logan to Government Center" – 3:02
8. "The No Seatbelt Song" – 4:29
9. "Seventy Times 7" – 3:32
10. "Secondary" – 3:01
11. "Magazines" – 2:50
12. "Soco Amaretto Lime" – 4:46
13. "...My Nine Rides Shotgun" – 3:16

## Créditos
- Jesse Lacey – cantante, guitarra
- Vincent Accardi– guitarra, coros
- Garrett Tierney – bajo
- Brian Lane – batería

- Datos: Q8058807